# Namaka (Mond)
Namaka ist der innere und kleinere Mond des Zwergplaneten Haumea. Sein mittlerer Durchmesser beträgt etwa 160 Kilometer, was etwa 1/10 des (mittleren) Durchmessers von Haumea entspricht.

## Entdeckung und Benennung
Namaka wurde am 30. Juni 2005 von einem Team unter der Leitung von Michael E. Brown bei Beobachtungen beim Keck-Observatorium auf dem Mauna Kea auf Hawaiʻi entdeckt. Als Name wurde vom Entdeckerteam provisorisch Blitzer vorgeschlagen. Blitzer ist der Name eines Rentieres des Weihnachtsmannes. Die Entdeckung wurde am 29. November 2005 bekanntgegeben; der Mond erhielt die vorläufige Bezeichnung S/2005 (2003 EL61) 2.
Am 17. September 2008 wurde der Mond dann nach Namaka benannt, dem hawaiischen Wassergeist, der im Unterschied zu dessen Schwester Hiʻiaka aus dem Körper von Haumea geboren sein soll.

## Bahneigenschaften

Die Bahnen von Namaka (grün) und Hi'iaka (blau)

Der Begleiter umrundet Haumea in einer prograden, sehr elliptischen Umlaufbahn zwischen 19.268 und 32.046 km Abstand zu deren Zentrum (Große Bahnhalbachse 25.657 km beziehungsweise geschätzte 23 Haumea-Äquatorradien). Die Bahnexzentrizität beträgt 0,249, die Bahn ist 113,013° gegenüber der Ekliptik geneigt.
Die Bahnexzentrizität ist höchst außergewöhnlich, da die Mondsysteme im Sonnensystem gewöhnlich mit steigender Entfernung zum Zentralkörper exzentrischer werden. Namaka besitzt zudem die im Verhältnis zu seiner Nähe zum Zentralkörper exzentrischste Umlaufbahn, was womöglich wegen Störungen aufgrund von Resonanzen mit dem äußeren Mond Hiʻiaka verursacht wird. Es wird angenommen, dass durch die Gezeitenkräfte beide Monde nach außen wandern. Zurzeit befinden sie sich annähernd in einer 8:3-Resonanz. Dadurch wird die Bahn von Namaka gestört, die gegenwärtig eine Präzession von ~20° aufweist. Zusätzlich ist die Umlaufbahn gegenüber dem zweiten Mond Hiʻiaka um etwa 13° verkippt.
Namaka umläuft Haumea in 18 Tagen 6 Stunden und 40,8 Minuten, was rund 5660,7 Umläufen in einem Haumea-Jahr (rund 283,28 Erdjahre) entspricht.
Zurzeit sieht man das Haumea-System von der Erde aus etwa von der Seite, so dass Namaka Haumea periodisch verdeckt. Dies ist nützlich, um die Form und Masse von Haumea durch die geringfügigen Helligkeitsveränderungen präziser zu bestimmen.

## Physikalische Eigenschaften

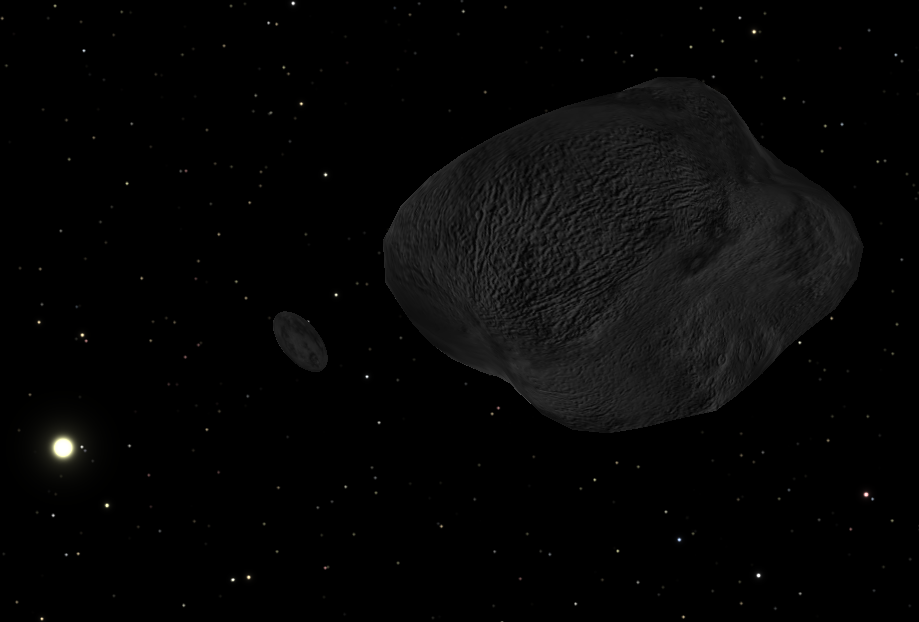
Künstlerische Darstellung von Namaka

Namaka hat einen Durchmesser von geschätzten 160 km, beruhend auf dem angenommenen Rückstrahlvermögen von 80 %. Die Oberfläche ist damit sehr hell, der Mond (4,6 ± 0,5) mag lichtschwächer als Haumea. Seine Dichte wird wie Hi'iaka auf (1,0 ± 0,5) g/cm3 geschätzt. Starke Absorption bei Wellenlängen von 1,2 und 2 Mikrometern im infraroten Spektrum weist darauf hin, dass die Oberfläche hauptsächlich aus Wassereis besteht. Die mittlere Oberflächentemperatur von Namaka wird auf −241 °C (32 K) geschätzt.
Die Masse von Namaka ist nicht genau bekannt, doch wenn man die gleiche Dichte und Albedo wie bei Haumea annimmt, ergibt sich eine Masse von etwa 0,2 % derer des Zentralkörpers.
Es ist möglich, dass Namaka aus Material eines Einschlags eines anderen Körpers in Haumea entstanden ist.

## Erforschung
Seit der Entdeckung 2005 konnte Namaka nur durch erdgebundene Teleskope beobachtet werden und dabei seine Bahnelemente bestimmt werden.